# Herefoss Station
Herefoss Station (Herefoss stasjon) er en tidligere jernbanestation på Sørlandsbanen, der ligger ved byområdet Herefoss i Birkenes kommune i Norge.
Stationen åbnede 22. juni 1938 som en del af banen mellem Nelaug og Grovane. Den blev fjernstyret 15. december 1970 men var fortsat bemandet for ekspedition af passagerer og gods indtil 1. januar 1978. Betjeningen med persontog ophørte 28. maj 1989. Stationsbygningen, der er opført efter tegninger af Gudmund Hoel, eksisterer stadig. Bygningen er en spejlvendt udgave af den på Vegårshei Station. I herefoss står der desuden stadig et vandtårn, der blev tegnet af Bjarne Friis Baastad.